# براندان مايرز
براندان مايرز هو فيلسوف كندي، ولد في 4 يوليو 1974 في Elora, Ontario ‏ في كندا.